# 張昺 (建文將領)
張昺（？—1399年），山西澤州（今山西省晉城市）人，明朝政治人物。
洪武年間，其因人才舉薦，累官工部右侍郎。
洪武三十一年（1398年）建文帝繼位後，廷臣商議削藩，同年十二月張昺任北平左布政使，謝貴為都指揮使，建文帝授以秘命。當時燕王朱棣稱病久不出，張昺、謝貴知道其必謀反，於是部署在城七衛與屯田軍士，列在北京九門防守，準備逮捕朱棣。然而張昺庫吏李友直密報朱棣。
建文元年（1399年），朝廷遣人逮捕燕府官校。朱棣假裝將官校綁在燕府廷中，誘騙張昺、謝貴進端禮門接收，朱棣卻設置伏兵，將張昺、謝貴兩人擒獲，兩人不屈而死。朱棣命錦衣衛燒死張昺親屬程亨等五人。